# Kenneth J. Falconer
Kenneth John Falconer (* 1952) ist ein britischer Mathematiker, der sich vor allem mit fraktaler Geometrie, geometrischer Maßtheorie und kombinatorischer Geometrie befasst. Er ist Professor an der Universität St. Andrews. 2018 wurde er in der Nachfolge von Igor Rivin zum Regius Professor of Mathematics berufen.
Falconer studierte an der Universität Cambridge, an der er 1979 bei Hallard Croft promoviert wurde (Properties of Convex Sets and Functions Determined by Sectional Integrals). Er war Lecturer und Reader an der University of Bristol, bevor er 1993 Professor in St. Andrews wurde.
Er befasst sich mit geometrischen Eigenschaften (wie Werte der Dimension) fraktalen Mengen, wie sie z. B. in dynamischen Systemen auftreten. 1987 schlug er die Existenz einer digitalen Sonnenuhr (Digital Sundial) vor, Mengen, die Projektionen in jede Richtung zulassen (von Ian Stewart popularisiert). Er untersuchte Zufallsprozesse (wie Perkolation) und nichtlineare partielle Differentialgleichungen auf Fraktalen. Die ungelöste Vermutung von Falconer besagt: hat eine kompakte Teilmenge S des d-dimensionalen euklidischen Raumes einer Hausdorff-Dimension größer als {\displaystyle {\frac {d}{2}}}, dann hat die Menge der Abstände von Punkten in S positives Lebesguemaß.
1999 organisierte er ein mehrmonatiges Programm über Fraktale am Isaac Newton Institute. Er war unter anderem Gastprofessor an der Oregon State University und der Australian National University.
1998 wurde er Fellow der Royal Society of Edinburgh.
Er ist Mitherausgeber von Advances in Mathematics und Fractals.

## Schriften
- The Geometry of Fractal Sets (= Cambridge Tracts in Mathematics. 85). Cambridge University Press, Cambridge 1985, ISBN 0-521-25694-1.
- Fractal Geometry. Mathematical Foundations and Applications. Wiley, Chichester u. a. 1990, ISBN 0-471-92287-0.
- mit Hallard T. Croft, Richard K. Guy: Unsolved problems in geometry (= Unsolved Problems in Intuitive Mathematics. 2). Springer, New York NY u. a. 1991, ISBN 0-387-97506-3.
- Techniques in Fractal Geometry. Wiley, Chichester u. a. 1997, ISBN 0-471-95724-0.